# 班格滕

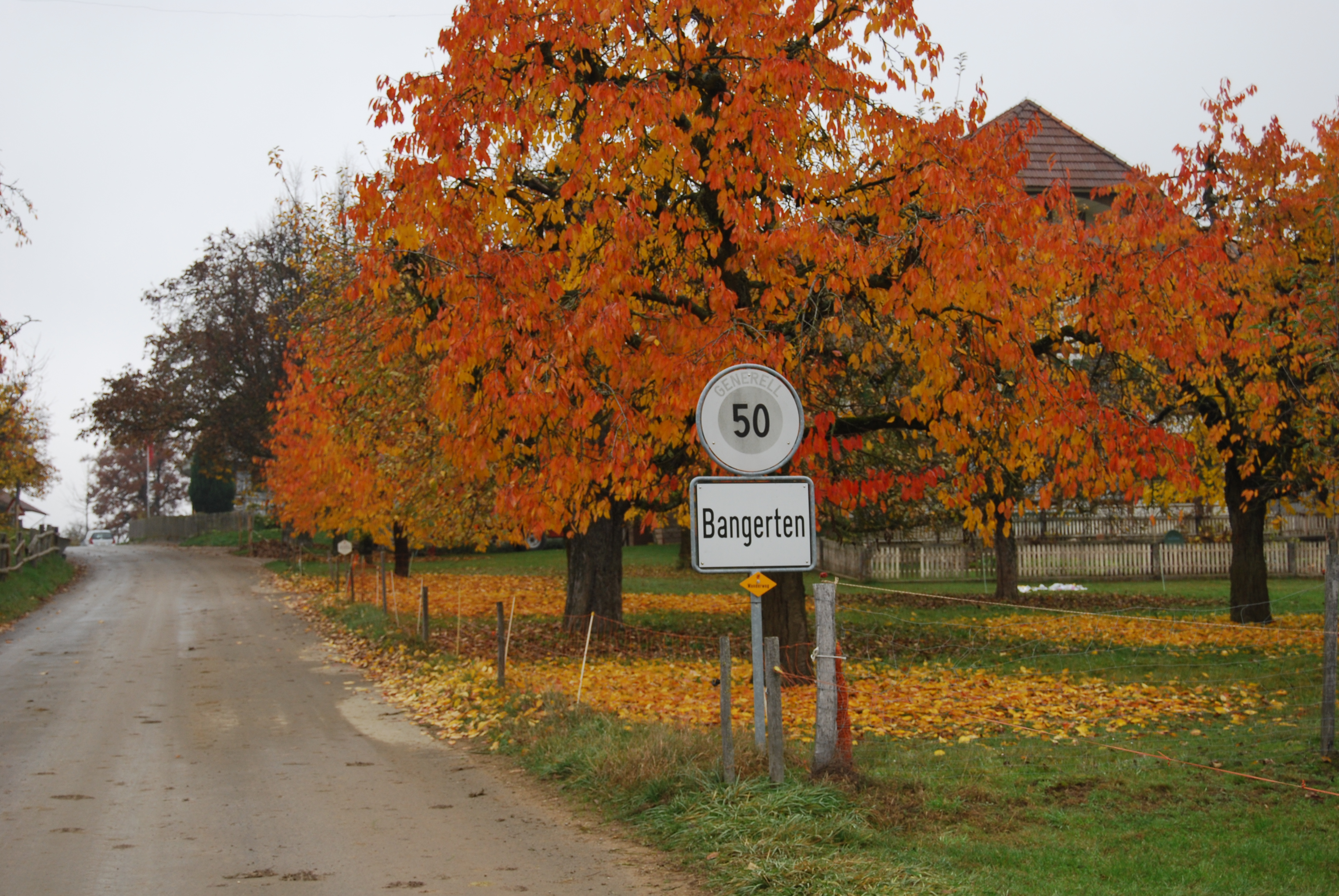

班格滕是瑞士的城鎮，位於該國中部，由伯恩州負責管轄，面積2.19平方公里，海拔高度586米，2011年人口159，八成人口信奉基督教，人口密度每平方公里73人。